# Heteropolygonatum
Heteropolygonatum, biljni rod od 12 vrsta trajnica iz porodice Asparagaceae. Rod je raširen u Aziji, u južnoj i jugoistočnoj Kini, Vijetnamu i otocima Hainan i Tajvan.
Mogu se javljati kao epifiti a neke su vrste simpodijalne ili rizomatozne.

## Vrste
1. Heteropolygonatum alte-lobatum (Hayata) Y.H.Tseng, H.Y.Tzeng & C.T.Chao
2. Heteropolygonatum alternicirrhosum (Hand.-Mazz.) Floden
3. Heteropolygonatum anomalum (Hua) Floden
4. Heteropolygonatum ginfushanicum (F.T.Wang & Tang) M.N.Tamura, S.C.Chen & Turland
5. Heteropolygonatum hainanense Floden
6. Heteropolygonatum marmoratum (H.Lév.) Floden
7. Heteropolygonatum ogisui M.N.Tamura & J.M.Xu
8. Heteropolygonatum parcefolium (F.T.Wang & Tang) Floden
9. Heteropolygonatum pendulum (Z.G.Liu & X.H.Hu) M.N.Tamura & Ogisu
10. Heteropolygonatum roseolum M.N.Tamura & Ogisu
11. Heteropolygonatum wugongshanensis G.X.Chen, Ying Meng & J.W.Xiao
12. Heteropolygonatum xui W.K.Bao & M.N.Tamura